# Ghindeni
Ghindeni est une commune roumaine située dans le județ de Dolj.